# Iō Kuroda
Iou Kuroda (黒田硫黄) es un mangaka japonés. Nació el 5 de enero de 1971.

## Obras
- Dai-Nippon Tengu-tō Ekotoba
- Sexy voice and Robo
- Nasu (berenjena)
- metrópoli